# Aleksander Grad
Aleksander Grad (ur. 1 maja 1962 w Łosińcu) – polski polityk, inżynier geodeta, poseł na Sejm IV, V, VI i VII kadencji (2001–2012), działacz Platformy Obywatelskiej, w latach 2007–2011 minister skarbu państwa.

## Życiorys
Syn Wojciecha i Stefanii. W 1987 ukończył studia na Wydziale Geodezji Górniczej Akademii Górniczo-Hutniczej w Krakowie.
W latach 1988–1989 pracował w Przedsiębiorstwie Usług Geodezyjno-Kartograficznych, a następnie do 1997 prowadził działalność gospodarczą. Od 1990 do 1994 był radnym, członkiem zarządu i zastępcą wójta gminy Pleśna. W latach 1997–1998 zajmował stanowisko wojewody tarnowskiego (ostatniego w historii tego województwa), a w latach 1999–2000 podsekretarza stanu w Ministerstwie Zdrowia odpowiedzialnego m.in. za budżet, finanse i inwestycje. W 1999 był konsultantem Banku Światowego.
Działał w Ruchu Stu (jako członek rady politycznej w latach 1997–2000) i Stronnictwie Konserwatywno-Ludowym (jako członek zarządu wojewódzkiego od 2000). W 2001 przystąpił do Platformy Obywatelskiej. Pełnił funkcję przewodniczącego struktur partii w województwie małopolskim. 13 stycznia 2006 został rzecznikiem w gabinecie cieni odpowiedzialnym za rolnictwo i rozwój wsi.
Z ramienia PO był wybierany na posła IV (w 2001) i V (w 2005) kadencji w okręgu tarnowskim. W Sejmie IV kadencji był zastępcą przewodniczącego Komisji do Spraw Unii Europejskiej, a w Sejmie V kadencji pełnił funkcje zastępcy przewodniczącego i przewodniczącego Komisji Skarbu Państwa. W wyborach parlamentarnych w 2007 po raz trzeci został posłem, otrzymując 29 842 głosy.
16 listopada 2007 został powołany na urząd ministra skarbu państwa w pierwszym rządzie Donalda Tuska. W wyborach do Sejmu w 2011 z powodzeniem ubiegał się o reelekcję, dostał 23 671 głosów. Nie został powołany w skład nowego rządu. Zrzekł się mandatu poselskiego z dniem 30 czerwca 2012. Kilka dni później został powołany na prezesa zarządów spółek PGE Energia Jądrowa i PGE EJ 1, wchodzących w skład Polskiej Grupy Energetycznej i zajmujących się programem energetyki jądrowej. Od lutego 2014 do listopada 2015 był członkiem rady nadzorczej Towarowej Giełdy Energii. W marcu 2014 został wiceprezesem Tauron Polska Energia, pełnił tę funkcję do października 2015. W lutym 2016 został prezesem zarządu Zespołu Elektrowni Pątnów-Adamów-Konin. W czerwcu 2016 złożył rezygnację z tej funkcji.

## Odznaczenia
W 2015 odznaczony Krzyżem Oficerskim Orderu Odrodzenia Polski.

## Życie prywatne
Jest żonaty z Małgorzatą, mają czworo dzieci. Kuzyn Mariusza Grada.